# Cecropia andina
Cecropia andina är en nässelväxtart som beskrevs av José Cuatrecasas. Cecropia andina ingår i släktet Cecropia och familjen nässelväxter. Inga underarter finns listade i Catalogue of Life.